# Moechotypa attenuata
Moechotypa attenuata är en skalbaggsart som beskrevs av Maurice Pic 1934. Moechotypa attenuata ingår i släktet Moechotypa och familjen långhorningar. Inga underarter finns listade i Catalogue of Life.